# Madagascar 2
Madagascar 2 és una pel·lícula còmica de l'any 2008, feta mitjançant animació per ordinador, escrita per Etan Cohen, i dirigida per Eric Darnell i Tom McGrath. 
És una producció de Dreamworks Animation i es va estrenar als Estats Units el 7 de novembre de 2008 i el 28 de novembre del mateix any a Espanya. La pel·lícula la va distribuir Paramount Pictures i durant la seva elaboració ja es preveia una pel·lícula posterior que acabaría amb el títol de Madagascar 3: Europe's Most Wanted.
El film comença com una preqüela, mostrant una petita part de les primeres etapes de la vida d'Àlex, incloent la seva captura pels caçadors. Aviat es trasllada a poc després del punt en què va acabar el primer film, amb els animals decidint tornar a Nova York. Aborden un avió a Madagascar, però cauen a terra a Àfrica, on cadascun dels personatges centrals es reuneix amb d'altres de la seva mateixa espècie; Àlex es reuneix amb els seus pares. Sorgeixen problemes, i la seva resolució ocupa gran part de la resta de la pel·lícula.
Els actors que doblen les veus dels personatges són: Ben Stiller, Chris Rock, Jada Pinkett Smith, David Schwimmer, Sacha Baron Cohen, Cedric the Entertainer i Andy Richter. També col·laboren amb les seves veus Alec Baldwin, Will.i.am, Bernie Mac, i Sherri Shepherd.

## Argument
Quan era un cadell, Alex vivia a la sabana africana i era el fill del lleó dominant Zuba. El seu pare tracta d'ensenyar a Alex a barallar, però Alex està més interessat en el ball (paròdia de Billy Elliot). Un dia, un lleó aspirant a lleó dominant anomenat Makunga desafia a Zuba. Mentre Zuba i Makunga lluiten, Àlex surt de la reserva per perseguir una corda i és capturat per dos caçadors que el fiquen en una caixa i el carreguen a la seva furgoneta. El seu pare els persegueix, però quan aconsegueix arribar al seu fill, un dels caçadors li dispara fent que caigui, però la caixa en la qual està Àlex cau de la furgoneta dels caçadors a un riu i el corrent l'arrossega per l'oceà Atlàntic fins a Nova York, on Àlex és portat al Zoo de Central Park, on coneix a Marty, Melman i Glòria.
Actualment, Alex, Marty, Melman, Glòria i els pingüins estan a punt de fer servir un avió reparat pels pingüins per escapar de Madagascar i tornar a Nova York. El Rei Julien i Maurice s'obstinen a acompanyar-los. L'avió s'enlaire, però Mort s'agafa a una ala i la trenca. Mentre Mort cau en una platja i és perseguit per un tauró, l'avió s'estavella a Àfrica, on Alex es retroba amb els seus pares, Marty s'uneix a una rajada de zebres idèntiques a ell, Melman es converteix en metge i Gloria s'enamora d'un hipopòtam seductor anomenat Moto Moto. Els pingüins roben cotxes turístics i utilitzen les peces per construir un avió nou, deixant als turistes sense transport. Nana, una anciana que va donar un cop a Alex en la primera pel·lícula, es fa càrrec del grup.

La vida a Àfrica no és tan bona com semblava. Makunga segueix decidit a aconseguir el lloc de lleó dominant i li recorda a Zuba que Alex ha de passar un ritu d'iniciació per poder pertànyer a la rajada de lleons. El Ritu d'iniciació és una lluita, però Alex creu que és un concurs de talents. Makunga s'aprofita d'això i enganya a Alex perquè esculli com a adversari a Teetsie, el lleó més fort de la rajada. Alex perd i, per tant, Zuba l'ha de desterrar. Com que Zuba no vol desterrar el seu fill, renuncia a ser el lleó dominant. Makunga es fa ràpidament amb el lloc i fa fora Alex i els seus pares. 
A la reserva, Julien convenç als animals perquè facin un sacrifici en el volcà per acontentar als déus de l'aigua i Melman s'ofereix voluntari per sacrificar-se, però Gloria l'atura just a temps. Finalment Marty, Melman, Gloria i els pingüins decideixen utilitzar el nou avió per sortir de la reserva i rescatar a Alex. Mentrestant, fora de la reserva, els turistes es disposen a matar a Alex i Zuba, però Alex balla davant dels turistes, aconseguint que el reconeguin i els altres els recullen amb l'avió. Els animals utilitzen l'avió per alliberar l'aigua retinguda i deixant el riu com abans.
A la reserva, Makunga es nega a acceptar de nou a Alex i a Zuba, però Alex enganya a Nana perquè pegui a Makunga i Zuba recupera el seu lloc de líder. Finalment, Skipper es casa amb una nina hawaina i juntament amb els altres pingüins fa servir l'avió per anar-se als casinos de Montecarlo de lluna de mel. Alex i els altres decideixen quedar-se a Àfrica mentre esperen els pingüins.

## Repartiment
- Ben Stiller com Alex/Alakay, el lleó.
- Chris Rock com Marty la zebra (i altres zebres).
- David Schwimmer com Melman la girafa.
- Jada Pinkett Smith com Gloria la hipopòtam.
- Andy And com Mark l'humà
- Sacha Baron Cohen com el Rei Julien el lèmur.
- Cedric the Entertainer com Maurice el "majordom".
- Andy Richter com Mort el lèmur.
- Bernie Mac com Zuba el lleó.
- Sherri Shepherd com Florrie la Lleona.
- Alec Baldwin com Makunga el lleó.
- Elisa Gabrielli com la Nana.
- Will.i.am com a Moto Moto l'hipopòtam.
- Tom McGrath com Skipper el pingüí.
- Chris Miller com Kowalski el pingüí.
- Christopher Knights com Private (Cap) el pingüí.
- John DiMaggio com Rico el pingüí.
- Conrad Vernon com Mason el ximpanzé (Phil no té veu).
- Fred Tatasciore com Teetsie.
- Fergie com la hipopòtam amiga de Gloria.
- Stephen Kearin com un Turista amb una càmera de vídeo.
- Danny Jacobs com un Turista amb una camisa de Nova York
- Quinn Dempsey Stiller com a Bebè Alex/Alakay.
- Thomas Stanley com a Bebè Marty.
- Zachary Gordon com a Bebè Melman.
- Willow Smith com a Bebè Gloria.

## Seqüela
El president de DreamWorks, Jeffrey Katzenberg va confirmar la seqüela, que es va estrenar l'estiu de 2012, amb el nom de Madagascar 3: De marxa per Europa.